# Coelodon servum
Coelodon servum är en skalbaggsart som först beskrevs av White 1853.  Coelodon servum ingår i släktet Coelodon och familjen långhorningar.
Artens utbredningsområde är:
- Kenya.
- Senegal.

Inga underarter finns listade i Catalogue of Life.